# Alma Levant Hayden
Pour les articles homonymes, voir Levant et Hayden.
Alma Levant Hayden (27 mars 1927 à Greenville – 2 août 1967) est une chimiste américaine.

## Biographie
Alma Levant Hayden est l'une des premières femmes afro-américaines à obtenir un poste de scientifique dans une agence scientifique nationale à Washington, DC. Elle a rejoint le National Institutes of Health (NIH) dans les années 1950,. Hayden est diplômée de l'université Howard avec une maîtrise en chimie et est devenue une experte en spectrophotométrie, la mesure de la façon dont les substances absorbent la lumière. Elle publie des travaux sur l'infrarouge et d'autres techniques d'analyse de produits chimiques dans différentes revues scientifiques. Hayden est nommée en 1963 chef de la branche Recherche spectrophotomètrique dans la Division de chimie pharmaceutique à la Food and Drug Administration (FDA), et est sans doute le premier scientifique afro-américain à la FDA. Hayden est venue à l'attention nationale en 1963 alors qu'elle dirigeait l'équipe qui a exposé la substance commune dans le Krebiozen (en), un médicament alternatif longuement controversé et onéreux, présenté comme anti-cancer.
Elle est morte en 1967, à 40 ans

### Vie privée
Hayden est mariée au chercheur et chimiste Alonzo Hayden, le couple a deux enfants,.